# Joseph C. Wright
Joseph Charles Wright (* 19. August 1892 in Chicago; † 24. Februar 1985 in Oceanside, Kalifornien) war ein US-amerikanischer Szenenbildner.

## Leben
Joseph C. Wright war ab 1923 als Szenenbildner beim Film tätig. Mitte der 1920er Jahre arbeitete er für MGM, danach für Universal Studios und später auch für Columbia Pictures. Ab 1935 stand er bei der neu entstandenen 20th Century Fox unter Vertrag, wo er fortan häufig mit Richard Day und Thomas Little zusammenarbeitete. Gemeinsam gewannen sie für die Filme This Above All (1942) und Die Königin vom Broadway (1942) zwei Oscars in der Kategorie Bestes Szenenbild. Wright erhielt im Laufe seiner Karriere noch zehn weitere Oscar-Nominierungen, unter anderem für Henry Kosters …und der Himmel lacht dazu (1949), Joseph L. Mankiewicz’ Schwere Jungs – leichte Mädchen (1955) und Otto Premingers Der Mann mit dem goldenen Arm (1955).
In den 1940er Jahren war er besonders häufig für das Szenenbild farbenfroher und realitätsferner Technicolor-Musicals verantwortlich, darunter eine Reihe von Filmen mit Betty Grable, dem seinerzeit größten weiblichen Star des Studios. In den 1950er Jahren setzte er diese Arbeit auch bei Musical-Verfilmungen wie Blondinen bevorzugt (1953) und Oklahoma! (1955) fort. Ende der 1960er Jahre zog sich Wright aus dem Filmgeschäft zurück. Er starb 1985 im Alter von 92 Jahren in Oceanside, Kalifornien.

## Filmografie (Auswahl)
- 1924: Kinder der Freude (Daughters of Pleasure) – Regie: William Beaudine
- 1925: Die unheimlichen Drei (The Unholy Three) – Regie: Tod Browning
- 1927: Onkel Tom’s Hütte (Uncle Tom’s Cabin) – Regie: Harry A. Pollard
- 1928: Der Mann, der lacht (The Man Who Laughs) – Regie: Paul Leni
- 1932: Die Sklavin der schwarzen Geier (Robber’s Roost) – Regie: Louis King
- 1933: Meine Lippen lügen nicht (My Lips Betray) – Regie: John G. Blystone
- 1933: Seemannsglück (Sailor’s Luck) – Regie: Raoul Walsh
- 1934: Manhattan Melodrama – Regie: W. S. Van Dyke
- 1935: Nach Büroschluss (After Office Hours) – Regie: Robert Z. Leonard
- 1935: No More Ladies – Regie: Edward H. Griffith
- 1935: Spione küßt man nicht (Rendezvous) – Regie: William K. Howard und Sam Wood
- 1935: Der Polizeibericht meldet … (Woman Wanted) – Regie: George B. Seitz
- 1936: Rose-Marie – Regie: W. S. Van Dyke
- 1936: Zum Tanzen geboren (Born to Dance) – Regie: Roy Del Ruth
- 1937: The Last of Mrs. Cheyney – Regie: Richard Boleslawski
- 1939: Swanee River – Regie: Sidney Lanfield
- 1940: Galopp ins Glück (Down Argentine Way) – Regie: Irving Cummings
- 1940: Im Zeichen des Zorro (The Mark of Zorro) – Regie: Rouben Mamoulian
- 1940: Tin Pan Alley – Regie: Walter Lang
- 1941: König der Toreros (Blood and Sand) – Regie: Rouben Mamoulian
- 1942: Die Königin vom Broadway (My Gal Sal) – Regie: Irving Cummings
- 1942: This Above All –  Regie: Anatole Litvak
- 1942: Orchestra Wives –  Regie: Archie Mayo
- 1943: Coney Island –  Regie: Walter Lang
- 1943: The Gang’s All Here –  Regie: Busby Berkeley
- 1944: Pin Up Girl –  Regie: H. Bruce Humberstone
- 1944: Irish Eyes Are Smiling – Regie: Gregory Ratoff
- 1945: Diamond Horseshoe – Regie: George Seaton
- 1946: Sinfonie in Swing (Do You Love Me) – Regie: Gregory Ratoff
- 1947: Es begann in Schneiders Opernhaus (Mother Wore Tights) –  Regie: Walter Lang
- 1948: Die Schlangengrube (The Snake Pit) – Regie: Anatole Litvak
- 1948: When My Baby Smiles at Me – Regie: Walter Lang
- 1948: Die Ungetreue (Unfaithfully Yours) – Regie: Preston Sturges
- 1949: …und der Himmel lacht dazu (Come to the Stable) – Regie: Henry Koster
- 1949: Dancing in the Dark – Regie: Irving Reis
- 1950: Varieté-Prinzessin (Wabash Avenue) – Regie: Henry Koster
- 1950: My Blue Heaven – Regie: Henry Koster
- 1950: Der geheimnisvolle Ehemann (The Jackpot) – Regie: Walter Lang
- 1951: An der Riviera (On the Rivera) – Regie: Walter Lang
- 1951: Call Me Mister – Regie: Lloyd Bacon
- 1951: Take Care of My Little Girl – Regie: Jean Negulesco
- 1951: Meet Me After the Show – Regie: Richard Sale
- 1952: Mit einem Lied im Herzen (With a Song in My Heart) –  Regie: Walter Lang
- 1952: Fünf Perlen (O. Henry’s Full House) – Regie: Henry King u. a.
- 1952: Liebe, Pauken und Trompeten (Stars and Stripes Forever) – Regie: Henry Koster
- 1953: The Girl Next Door – Regie: Richard Sale
- 1953: Blondinen bevorzugt (Gentlemen Prefer Blondes) – Regie: Howard Hawks
- 1955: Oklahoma! – Regie: Fred Zinnemann
- 1955: Schwere Jungs – leichte Mädchen (Guys and Dolls) – Regie: Joseph L. Mankiewicz
- 1955: Der Mann mit dem goldenen Arm (The Man with the Golden Arm) – Regie: Otto Preminger
- 1957: Stirb wie ein Mann (The Strange One) – Regie: Jack Garfein
- 1959: Porgy und Bess (Porgy and Bess) – Regie: Otto Preminger
- 1961: Mandelaugen und Lotosblüten (Flower Drum Song) – Regie: Henry Koster
- 1962: Die Tage des Weines und der Rosen (Days of Wine and Roses) – Regie: Blake Edwards
- 1964: Die Frau seines Herzens (Dear Heart) – Regie: Delbert Mann
- 1965: Fremde Bettgesellen (Strange Bedfellows) – Regie: Melvin Frank
- 1966: Leise flüstern die Pistolen (The Silencers) – Regie: Phil Karlson
- 1966: Die Mörder stehen Schlange (Murderer’s Row) – Regie: Henry Levin
- 1966: Nicht so schnell, mein Junge (Walk Don’t Run) – Regie: Charles Walters
- 1967: Wenn Killer auf der Lauer liegen (The Ambushers) – Regie: Henry Levin
- 1969: Rollkommando (The Wrecking Crew) – Regie: Phil Karlson

## Auszeichnungen
Oscar
Nominiert in der Kategorie Bestes Szenenbild:
- 1941: Lillian Russell (zusammen mit Richard Day)
- 1941: Galopp ins Glück (zusammen mit Richard Day)
- 1942: König der Toreros (zusammen mit Richard Day, Thomas Little)
- 1944: The Gang’s All Here (zusammen mit James Basevi, Thomas Little)
- 1950: … und der Himmel lacht dazu (zusammen mit Lyle R. Wheeler, Thomas Little, Paul S. Fox)
- 1952: An der Riviera (zusammen mit Lyle R. Wheeler, Leland Fuller, Thomas Little, Walter M. Scott)
- 1956: Schwere Jungs – leichte Mädchen (zusammen mit Oliver Smith, Howard Bristol)
- 1956: Der Mann mit dem goldenen Arm (zusammen mit Darrell Silvera)
- 1962: Mandelaugen und Lotosblüten (zusammen mit Alexander Golitzen, Howard Bristol)
- 1963: Die Tage des Weines und der Rosen (zusammen mit George James Hopkins)

Gewonnen in der Kategorie Bestes Szenenbild:
- 1943: This Above All (zusammen mit Richard Day, Thomas Little)
- 1943: Die Königin vom Broadway (zusammen mit Richard Day, Thomas Little)